# Всеобщие выборы в Эфиопии (2015)
Всеобщие выборы в Эфиопии 2015 года состоялись 24 мая. В этот день были избраны члены Палаты народных представителей, нижней палаты Федеральной парламентской ассамблеи, и депутаты Региональных ассамблей.
Результатом выборов стала победа правящей партии Революционно-демократического фронта эфиопских народов (РДФЭН), которая завоевала 500 мест в нижней палате эфиопского парламента из 547. Оставшиеся места достались союзникам РДФЭН. Оппозиционные партии получили только 5,1 % действительных голосов (менее 1,7 млн).

## Избирательная система
547 членов нижней палаты эфиопского парламента избираются в одномандатных избирательных округах с использованием системы относительного большинства. Официальные результаты выборов были объявлены через месяц после их завершения. Из 36,8 миллионов зарегистрированных в Эфиопии избирателей в выборах приняли участие около 93,2 %,. Почти 1,4 миллиона (3,3 %) от общего числа голосов пришедших на выборы избирателей были признаны недействительными. Это число превысило количество голосов, отданных за какую-либо оппозиционную партию, подчеркнув тяжёлые обстоятельства для оппозиции на выборах. Недействительные бюллетени могут быть отброшены как таковые по целому ряду причин в соответствии с избирательным законодательством Эфиопии. Как указано в эфиопской газете The Reporter после выборов: «бюллетень считается недействительным, когда раскрывается личность избирателя, избирательный бюллетень не обозначен или трудно определить намерение избирателя, [проголосовали] за большее число кандидатов, чем разрешенный. Но, как было засвидетельствовано во время подсчета голосов на некоторых избирательных участках, отбросить бюллетени недействительными не всегда было четким выводом».
Выборы контролировались Национальным избирательным советом Эфиопии (англ. National Election Board of Ethiopia, NEBE), который насчитывает около 43 500 избирательных участков по всем 547 избирательным округам. Согласно официальному английскому веб-сайту, «Совет подотчетён Палате народных представителей и является независимым и автономным органом для проведения выборов, имеющим свою собственную правосубъектность». Совет состоит из девяти членов, назначенных премьер-министром и назначенных Палатой народных представителей, что позволяет правящий партии практически полностью контролировать ход выборов.

## Кампания
На 547 мест в Палате народных представителей в общей сложности претендовали 1828 кандидатов, из которых девять были независимыми, а остальные представляли 44 партии. Из 1828 кандидатов 1527 было мужчинами и 801 женщинами. Больше всего кандидатов выдвинул РДФЭН: 501 в Палату народный представителей, в том числе, 187 женщин, и 1350 в региональные ассамблеи, из них 636 женщин.
Чтобы помочь избирателям принять обоснованные решения, Объединённый совет политических партий выбрал девять тем в качестве повестки дня для телевизионных дебатов между политическими партиями в запланированных телевизионных дискуссиях: «Многопартийность и построение демократии»; «Федерализм»; «Сельскохозяйственная и сельская политика»; «Городское развитие и промышленная политика»; «Хорошее управление и верховенство закона»; «Национальная безопасность»; «Внешняя политика»; «Инфраструктура»; «Образование и здоровье».  РДНЭФ работал над улучшением своего имиджа путём обучения государственных служащих, преподавателей университетов и студентов, сумев расширить свою численность до 7 миллионов.
Это были первые всеобщие выборы в Эфиопии с 2012 года, и они позволили гражданам Эфиопии принять участие в политике, хотя сами выборы вряд ли можно назвать конкурентными. Как было описано ранее, были оппозиционные партии, но их возможности кампании были невероятно ограничены государственной цензурой. Так,  силы безопасности неоднократно пресекали попытки граждан протестовать против политики правящей партии.
Во время предвыборной кампании, по заявлениям некоторых её участников, были препятствия в проведении агитации. Например, Йонатану Тесфаю, главный по связям с общественностью «Синей партии» (на амхарском — Партия Семаяви), рассказал, что 1 апреля 2015 года президент партии Йилкал Гетнет планировал отправиться в США для проведения агитации среди местной эфиопской диаспоры, но власти аннулировали его паспорт.
Цензура в Эфиопии затрудняет членам оппозиционных партий вести эффективную кампанию. Лидеры оппозиционных партий были арестованы, в том числе в течение месяца после этих выборов.
Выборы в избирательном округе Гимбо Гавата были отложены из-за столкновений между сторонниками РДФЭН и независимого кандидата Ашебра Волдегиоргиса, который подал официальные жалобы на правящую партию после того, как по итогам голосования в регионе второе место с 17,7 % голосов. Голосование состоялось 14 июня.

## Результаты

### Палата народных представителей
Выборы показали, что женщины получают более благоприятный процент мест, причём мужчины занимают около 61 % мест, а женщины — около 39 % [6].
| Партия                                                       | Лидер                  | Мандаты | +/– |
| ------------------------------------------------------------ | ---------------------- | ------- | --- |
| Революционно-демократический фронт эфиопских народов (РДФЭН) | Хайлемариам Десалень   | 500     | ▲1  |
| Демократическая партия народов Эфиопского Сомали             | Мохамед Рашид Исак     | 24      | ▬   |
| Демократический фронт единства народов Бенишангуль-Гумуза    | Мысгэнеу Адмэсу        | 9       | ▬   |
| Афарская национально-демократическая партия                  | Мохамед Кедир          | 8       | ▬   |
| Демократическое движение народов Гамбелы                     | Гэтлувэк Тут Кот       | 3       | ▬   |
| Демократическая организация народа аргобба                   | Хассен Мохамед         | 1       | ▬   |
| Харарская национальная лига                                  | Мурад Абдулахи         | 1       | ▬   |
| Федеральный демократический форум единства Эфиопии           | Бейене Петрос          | 0       | ▼1  |
| «Синяя партия»                                               | Йылкэл Гэтнэт          | 0       |     |
| Эфиопская демократическая партия                             | Чэнэ Кэбэдэ            | 0       |     |
| Коалиция за единство и демократию                            | Айеле Чэмисо           | 0       |     |
| Единство за демократию и справедливость                      | Тыгысту Авэлу          | 0       |     |
| Всеэфиопская демократическая организация                     |                        | 0       |     |
| Партия нового поколения                                      | Асфеу Гэтэчеу          | 0       |     |
| Демократическая партия народа оромо                          | Тэсэма Хундума         | 0       |     |
| Движение эфиопского демократического единства                | Гэш Г. Селассие        | 0       |     |
| Эфиопский фронт сил справедливости и демократии              | Гирмай Хэдэрэ          | 0       |     |
| Народный конгресс Оромо                                      | Толоса Тэсфайе         | 0       |     |
| Эфиопский демократический союз                               | Кебеде Х. Мариам       | 0       |     |
| Geda System Advancement Party                                | Воркнэх Тэдэсэ         | 0       |     |
| Демократическая партия Агау                                  | Андуялем Тылехун       | 0       |     |
| Демократическая организация народа Сидамо Хадисхо            | Соломон Бородэ         | 0       |     |
| Всеэфиопское национальное движение                           | Месафинт Шиферау       | 0       |     |
| Эфиопская партия мира и демократии                           | Сейд Йымэр             | 0       |     |
| Демократическое движение народов Гумуз                       | Ворку Бэро             | 0       |     |
| Демократическая организация народа Гедео                     | Алеса Мэнгэша          | 0       |     |
| Демократическое движение народов Дилваби                     | Хаббас Хаджи Мохамед   | 0       |     |
| Демократическая организация эфиопского единства              | Адмасу Хайлу           | 0       |     |
| Единый освободительный фронт Оромо                           | Ахмед Харон            | 0       |     |
| Всеамхарская народная организация                            | Шевангизау Г. Селассие | 0       |     |
| Демократический фронт народа Волейта                         | Тэкле Борена           | 0       |     |
| Всеэфиопская демократическая партия                          | Семан Амдела           | 0       |     |
| Демократическое движение народа Аргобба                      | Абдулкадир Мохамед     | 0       |     |
| Демократическая организация народа Бенч                      | Петрос Мэрку           | 0       |     |
| Демократическая организация народов Дента Дубамо Кичинчила   | Гэтэхун Нурамо         | 0       |     |
| Демократическая организация народа Донга                     | Маркос Боньере         | 0       |     |
| Демократическая партия народов Доба и Дегени                 | Абди Юмэр              | 0       |     |
| Эфиопская партия национального единства                      | Ышету В. Цадык         | 0       |     |
| Эфиопская партия Райя                                        | Тэшале Сэбро           | 0       |     |
| Народный конгресс Камбата                                    | Erchafo Erdelo         | 0       |     |
| Демократическая организация народов Содо Гордона             | Йылма Мэмо             | 0       |     |
| Демократическая организация народа Тигри Ворги               | Хассен Хаджи Мустефа   | 0       |     |
| Демократическая партия народа Велене                         | Абди Тэмэм             | 0       |     |
| Независимые                                                  |                        | 0       | ▼1  |
| Всего                                                        |                        | 547     | 0   |
| Source: National Election Board Ethiopia                     |                        |         |     |

### Региональные ассамблеи
| Регион                                   | Партии                                                    | Голоса     | % | Места |
| ---------------------------------------- | --------------------------------------------------------- | ---------- | - | ----- |
| Амхара                                   | Национально-демократическое движение амхара               | 7 314 564  |   | 294   |
| Афар                                     | Афарская национально-демократическая партия               | 817 107    |   | 93    |
| Афар                                     | Демократическая организация народа аргобба                | 8253       |   | 3     |
| Бенишангул-Гумуз                         | Демократический фронт единства народов Бенишангуль-Гумуза | 222 790    |   | 99    |
| Гамбела                                  | Демократическое движение народов Гамбелы                  | 195 335    |   | 155   |
| Оромия                                   | Демократическая партия оромо                              | 10 877 190 |   | 537   |
| Сомали                                   | Демократическая партия народов Эфиопского Сомали          | 2 621 088  |   | 273   |
| Тыграй                                   | Народный фронт освобождения Тыграй                        | 2 374 574  |   | 152   |
| Харари                                   | Харарская национальная лига                               | 84 097     |   | 18    |
| Харари                                   | Демократическая партия оромо                              | 19 791     |   | 18    |
| Южная Эфиопия                            | Южноэфиопское народно-демократическое движение            | 5 836 849  |   | 345   |
| Южная Эфиопия                            | Вакантны                                                  | –          | – | 3     |
| Source: National Election Board Ethiopia |                                                           |            |   |       |

## Справедливость выборов
Вопрос справедливости выборов вызвал много дискуссий и конфликтов, особенно в рамках политического климата Эфиопии. Так, председатель Избирательного совета Мерга Бекана заявил, что выборы были свободными, справедливыми и демократическими». Оппозиция, однако, оспаривала результаты и назвала выборы «недемократическим позором». Оппозиция давно говорила о трансформации Эфиопии в однопартийное государство и выборы 2015 года расценила как доказательство своих подозрений.
Взгляды оппозиции, в некоторой степени, совпали с точкой зрения Государственного департамента США. Его представитель заявил, что они «глубоко обеспокоены продолжающимися ограничениями в отношении гражданского общества, средств массовой информации, оппозиционных партий и независимых голосов и взглядов». Интересно, что бывший президент США Барак Обама противоречил взглядам Государственного департамента, публично заявив на встрече с премьер-министром Эфиопии, что по его мнению правительство было демократически избрано. После этого заявления Обама столкнулся с активной критикой, особенно среди оппозиционных групп и журналистов Эфиопии.

## Мониторинг и международное наблюдение
Международных наблюдателей за выборами из западных стран не было, присутствовали только наблюдатели из стран Африканского союза. Европейский союз отказался участвовать на том основании, что Эфиопия проигнорировала рекомендации, которые он предоставил после предыдущего раунда выборов, которые также были выиграны сомнительным способом. Комментируя это решение ЕС, представитель правительства Эфиопии Редван Хусейн заявил в интервью «Голосу Америки», что это решение не имело никакого отношения к выборам.
По приглашению правительства Эфиопии председатель Комиссии Африканского союза Нкосазана Дламини-Зума развернула Миссию Африканского союза по наблюдению за выборами (англ. African Union Election Observation Mission, AUEOM) на парламентских выборах 24 мая 2015 года в Федеративной Демократической Республике Эфиопии. Наблюдатели Африканского союза отметили, что политический климат был спокойным и стабильным. Однако были некоторые опасения по поводу закона о СМИ, закона о борьбе с терроризмом и Закона о гражданском обществе, который, возможно, ограничивал возможности граждан участвовать в политической деятельности. Наблюдатели Африканского союза также отметили, что Национальный избирательный совет Эфиопии (NEBE) был адекватным источником ресурсов для управления выборами. Хотя NEBE совместно с эфиопским органом по радиовещанию выделил для всех политических партий 600 часов бесплатного эфирного эфира и 700 столбцов в государственных печатных СМИ, оспаривающих, наблюдатели из Африканского союза сообщали, что некоторые политические партии утверждали, что средства массовой информации не могут передавать сообщения в своих первоначальных формах.
В день выборов 29 наблюдателей из Африканского союза посетили 365 избирательных участков, 64,5 % из которых находились в сельских районах и 35,5 % в городских районах. Наблюдатели отметили, что день выборов прошёл в мирной и спокойной атмосфере без серьёзных инцидентов. Однако они также отметили, что был дисбаланс с точки зрения партийного представительства с преобладающими партиями, которые были лучше представлены. AUEOM также отметил несоответствия в процедурах подсчёта, в частности, процессов согласования избирательных бюллетеней в некоторых из посещённых избирательных участков. «Например, на избирательном участке, расположенном на площадке 10 в вореде Джиджига в Сомали, было отмечено, что количество поданных голосов превысило число зарегистрированных избирателей на станциях. Партийные агенты присутствовали, но не выдвигали никаких возражений в отношении расхождений». AUEOM делает вывод, что парламентские выборы были спокойными, мирными и заслуживающими доверия, дав возможность эфиопскому народу сделать свой выбор.